# Spoorlijn Sarrebourg - Abreschviller
De Spoorlijn Sarrebourg - Abreschviller was een Franse spoorlijn van Sarrebourg naar Abreschviller. De lijn was 16,3 km lang en heeft als lijnnummer 106 000.

## Geschiedenis
De spoorlijn werd door de Reichseisenbahnen in Elsaß-Lothringen geopend op 9 januari 1892. Personenvervoer werd opgeheven op 31 mei 1970, daarna was er nog goederenvervoer tot 29 september 1991. 

## Aansluitingen
In de volgende plaatsen was er een aansluiting op de volgende spoorlijnen:
Sarrebourg
RFN 070 000, spoorlijn tussen Noisy-le-Sec en Strasbourg-Ville
RFN 114 300, raccordement tussen Sarrebourg en Sarraltroff
La Forge
RFN 107 000, spoorlijn tussen La Forge en Vallerysthal

## Galerij

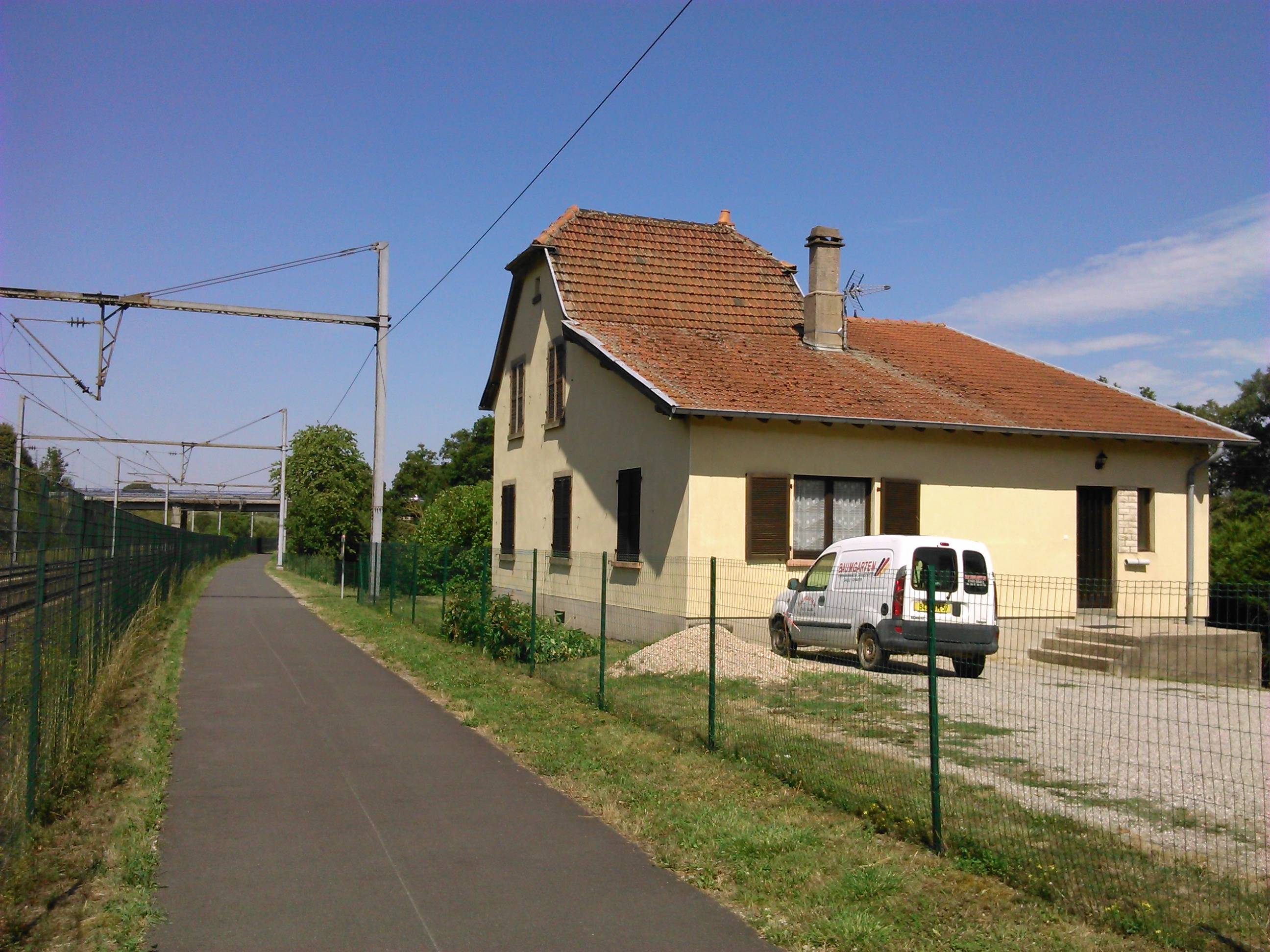
Station Imling
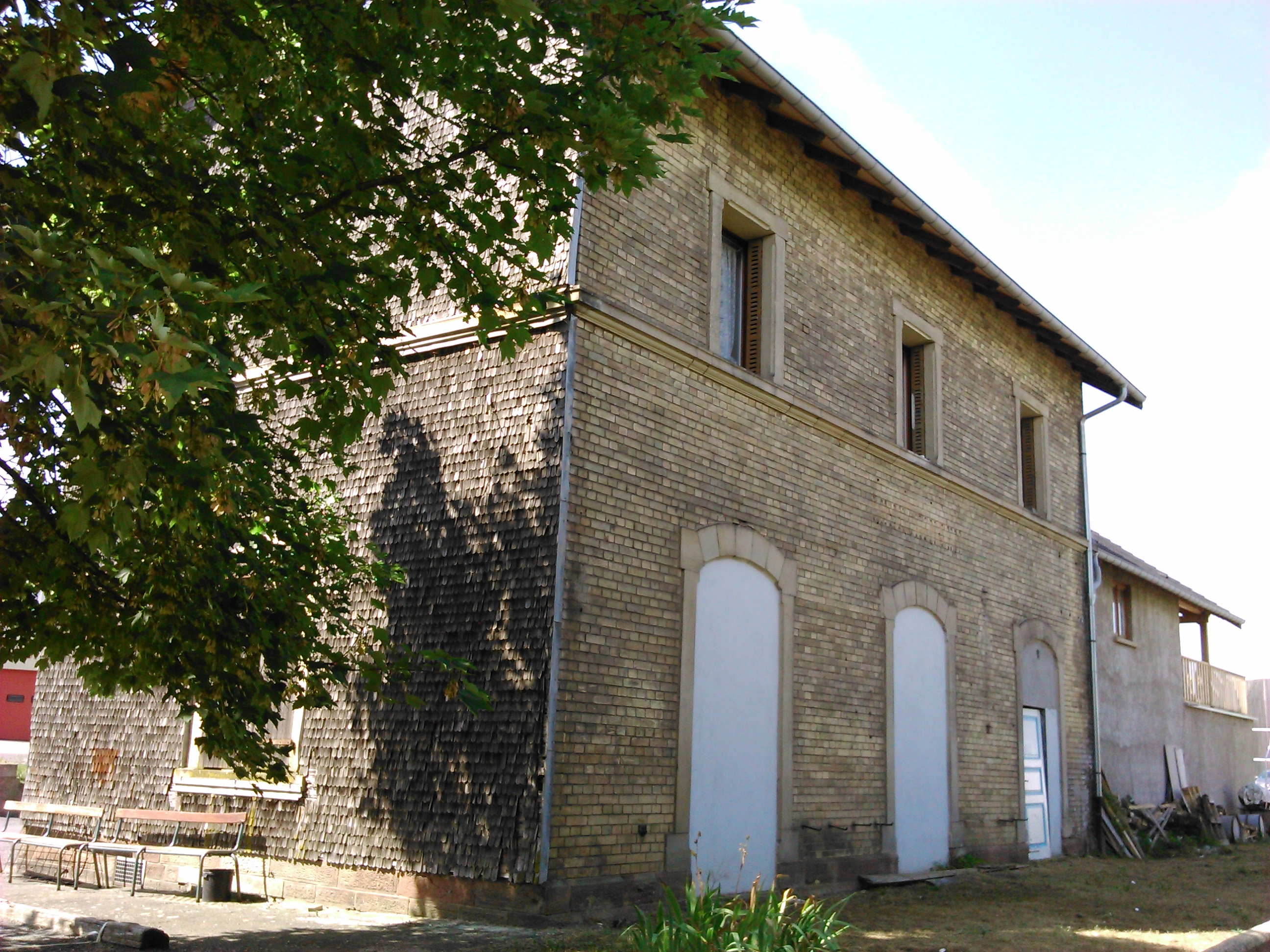
Station Lorquin
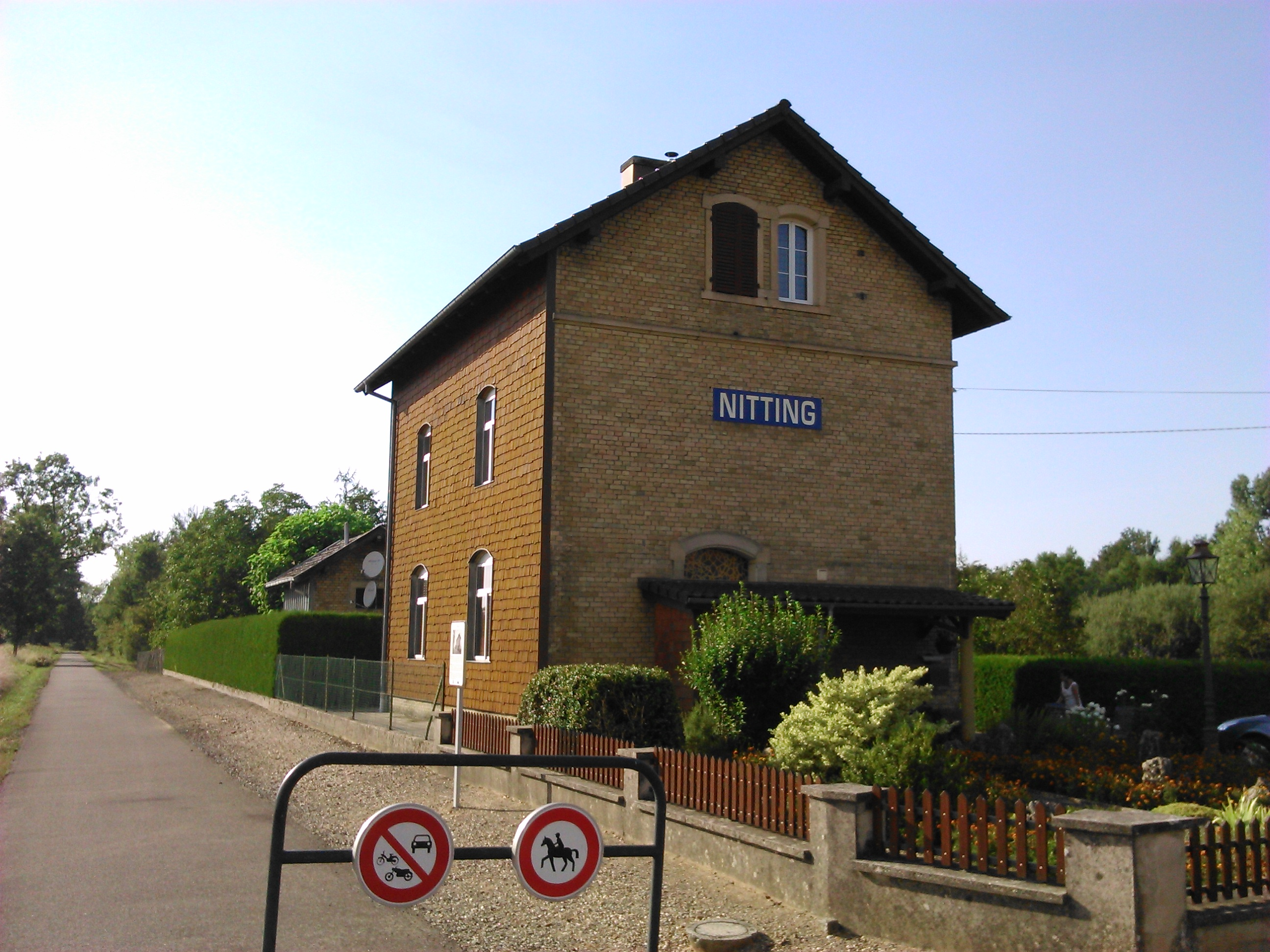
Station Nitting
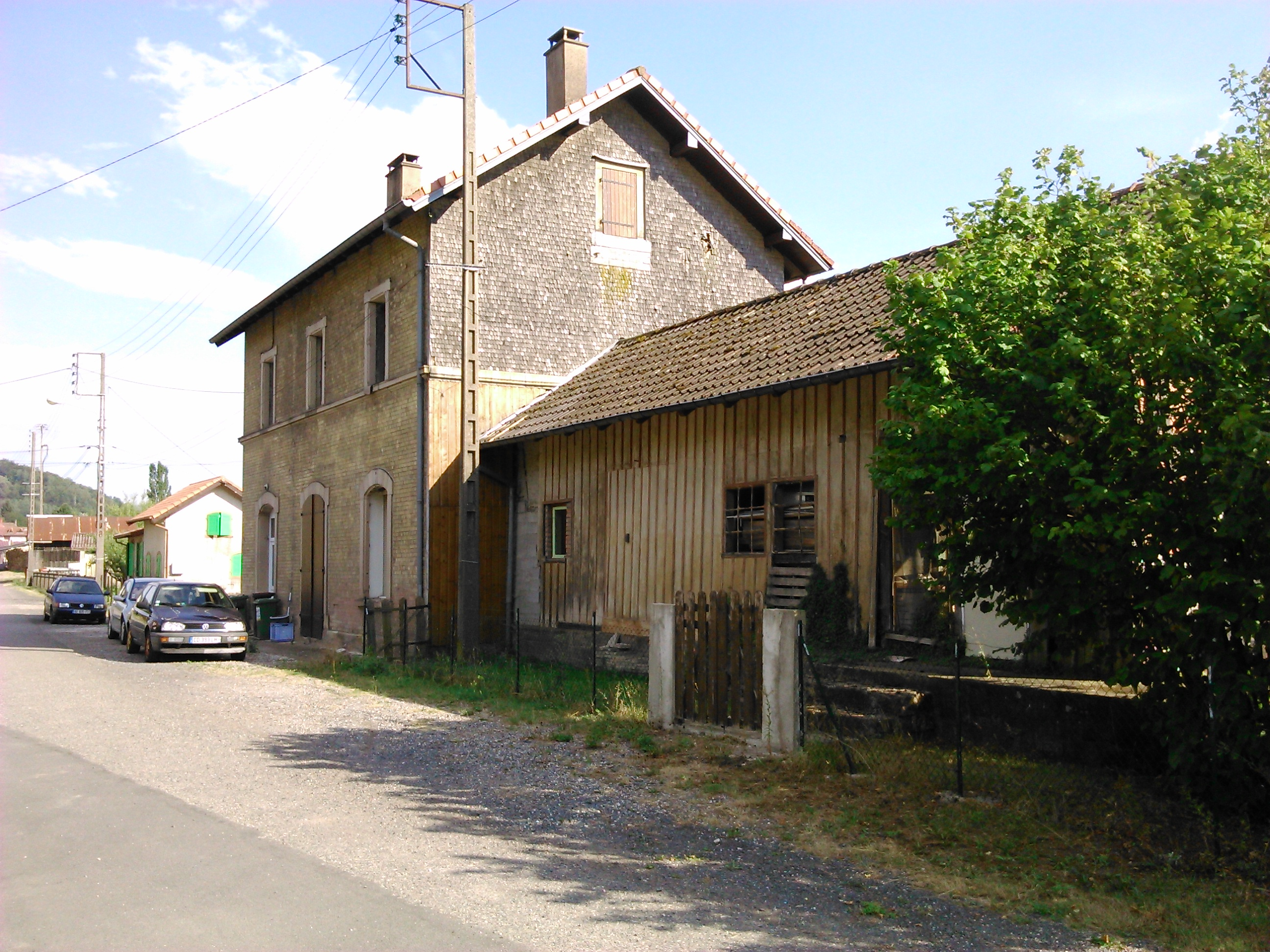
Station Abreschviller